# Albatros J.I
L'Albatros J.I est un biplace d'attaque au sol allemand de la Première Guerre mondiale.

## Albatros J. I
Combinant les ailes du C.XII et un nouveau fuselage blindé, ce biplace d’attaque sorti en 1917 était armé de 3 mitrailleuses et relativement populaire auprès des équipages allemands à la fin de la guerre. Efficace dans son rôle, il souffrait pourtant d’un blindage inadapté. Environ 240 exemplaires furent construits.
La guerre terminée la Pologne récupéra 10 exemplaires qui devaient rester en service jusqu’en 1921.

## Albatros J. II
Apparu juste avant l’armistice, c’était une amélioration du précédent à moteur Benz Bz IVa de 225 ch et blindage modifié. 

## Utilisateurs
- Empire allemand :
- Autriche-Hongrie :3 exemplaires [J.400/17, J.726/17, J.730/17]  furent achetés par la firme austro-hongroise Flars pour essais officiels, en vue d’une production sous licence. Livrés sans moteurs, ils furent équipés de Marta (Benz) de 250 ch avant de devenir respectivement [09.01/03]. Seul le dernier fut utilisé au front, testé entre juillet et septembre 1918 par le Flik 69/S.
- Pologne : À la fin de la Première Guerre mondiale la Pologne récupéra 10 exemplaires qui devaient rester en service jusqu’en 1921.